# مظاهرات مؤيدة لدونالد ترامب

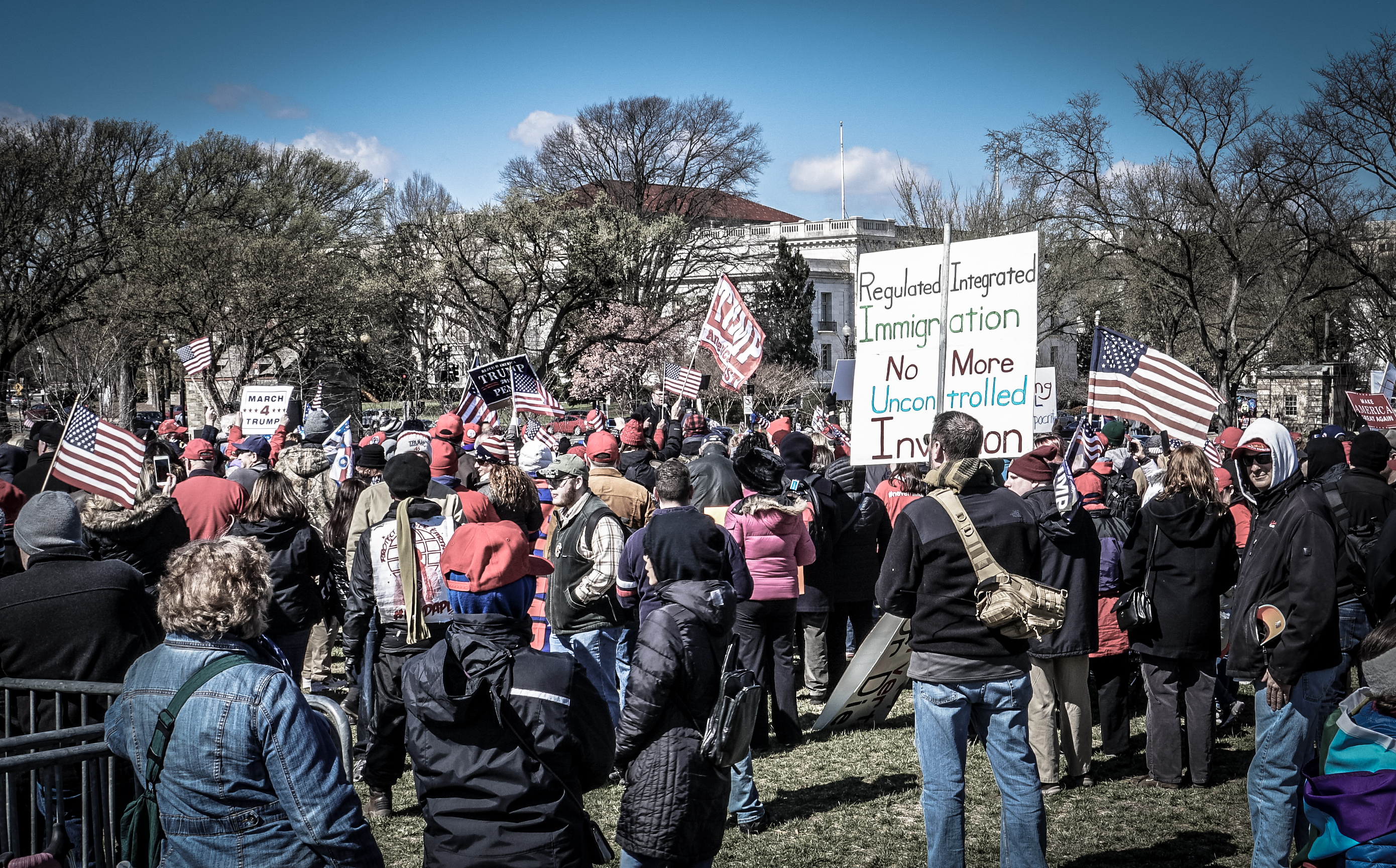
تجمع 4 مارس لترمب بواشنطن العاصمة في مارس 2017

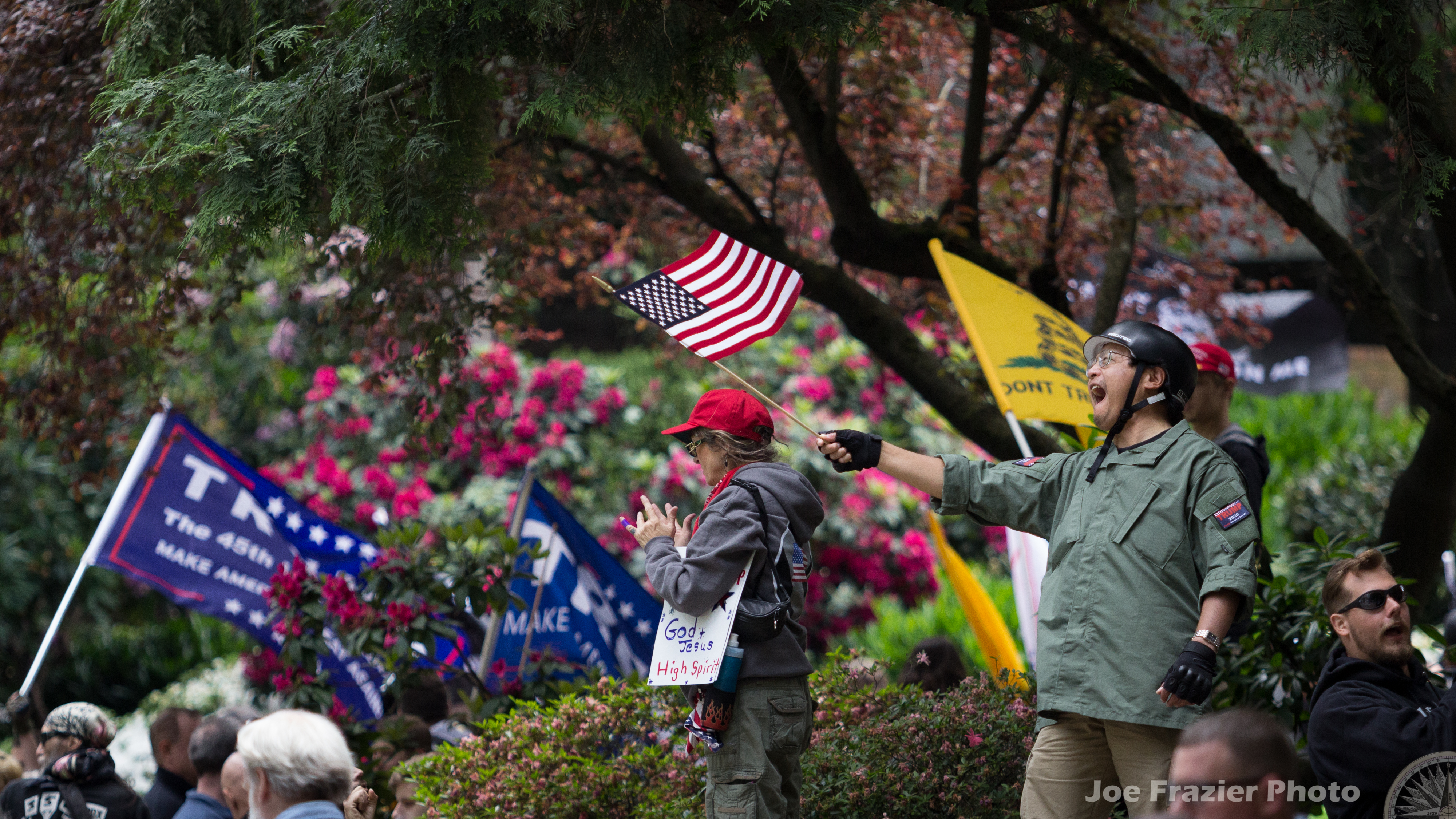
المشاركون في تجمع ترمب للخطاب الحر ببورتلاند في أوريغون، في يونيو 2017

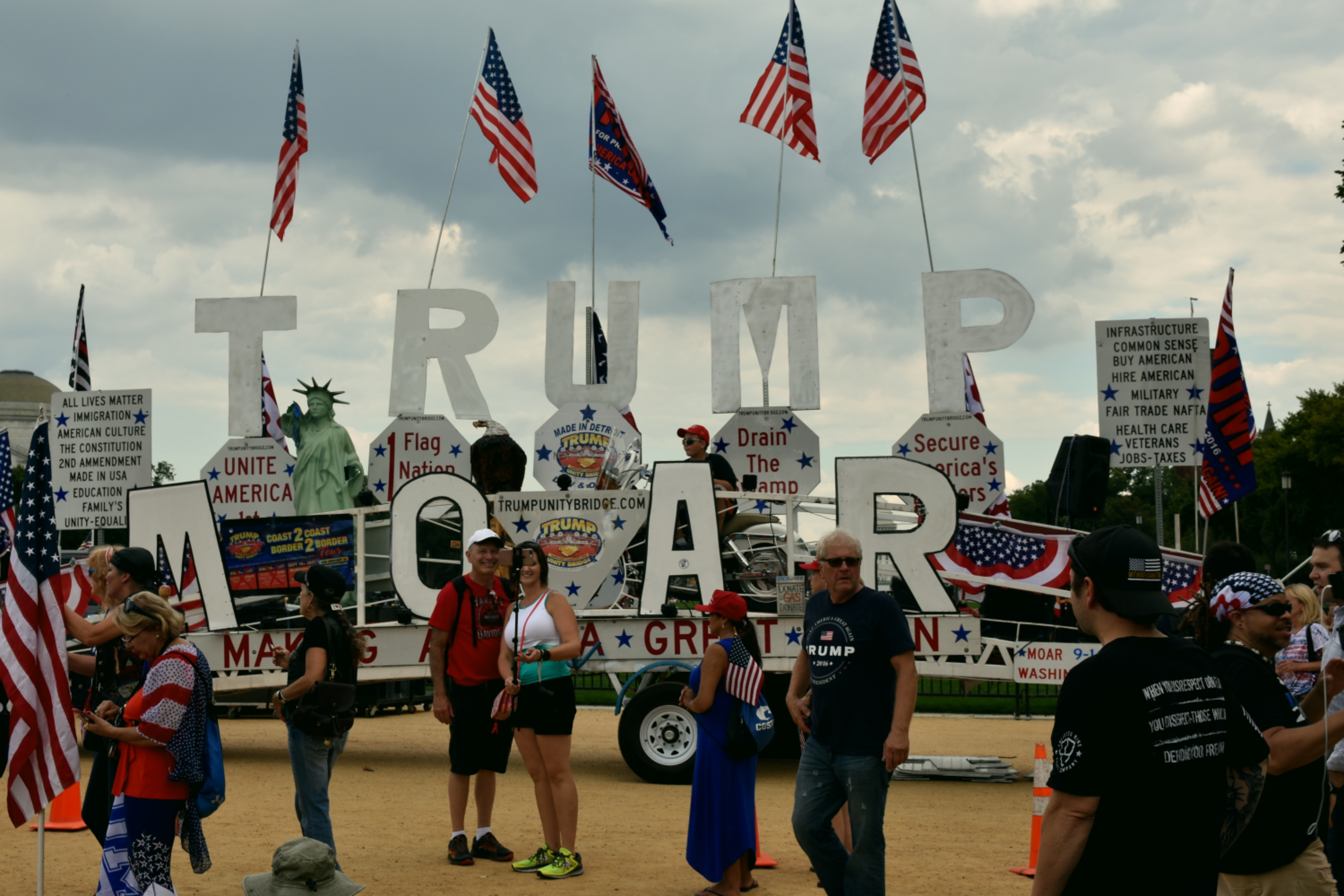
جسر ترمب الوحدة في أم كل التجمعات بواشنطن العاصمة، سبتمبر 2017

نظمت مظاهرات مؤيدة لرئاسة دونالد ترمب في أنحاء متفرقة من الولايات المتحدة عقب تولي ترمب منصب الرئيس في 20 يناير 2017.

## مظاهرات خلال رئاسة ترمب

### 2017
مع أن سلسلة المسيرات المؤيدة لترمب «روح أمريكا» التي عقدت في 27 يناير 2017 فشلت في جذب الجماهير، فقد شهدت بعض التجمعات اللاحقة إقبالًا كبيرًا. كانت تجمع 4 مارس لترمب عبارة عن سلسلة من أكثر من عشرين مظاهرة نظمت في جميع أنحاء الولايات المتحدة في 4 مارس. لقد نظمت صلاة باتريوت تجمع ترمب للخطاب الحر التي عقدت ببورتلاند في أوريغون في يونيو والتي شهدت اشتباكات مع متظاهرين معارضين. أقيمت أم كل التجمعات في ناشونال مول في واشنطن العاصمة يوم 16 سبتمبر واجتذبت عدة مئات من المشاركين.

### 2018
في يوليو 2018، أثناء زيارة الرئيس ترمب إلى المملكة المتحدة، تم تنظيم متظاهرين لدعم الناشط اليميني المتطرف تومي روبنسون وكذلك ترمب. تم تنظيم المسيرة المؤيدة للرئيس الأمريكي بعد يوم واحد فقط من انعقاد تجمع حاشد كبير لمعارضة زيارة الرئيس ترمب لبريطانيا. كان من المخطط منذ البداية أن يندمج أنصار ترمب مع أنصار مؤسس EDL. ارتدى المتظاهرون المؤيدون لترمب قبعات «اجعل أمريكا عظيمة مرة أخرى» وهم يهتفون «الولايات المتحدة» كما دعموا تومي روبنسون.
قبل يوم واحد من الاحتجاجات، أعلنت سكوتلانديارد أنها ستفرض قيودًا «لمنع الفوضى والاضطراب الخطير لسكان لندن» بعدما وقع العنف أثناء الاحتجاج السابق في محاولة لإطلاق سراح روبنسون. لقد نص الأمر على أنه لن يتم استخدام أي مركبات وأن مجموعتين من المتظاهرين كان عليهما استخدام الطريق من تيمبل بلايس إلى وايذهال. حتى عندما اندمجت المجموعتان للاحتجاج، لم يُدلي ترمب نفسه بأي ملاحظة عامة حول سجن تومي روبنسون. ومع ذلك، فقد أعرب ابنه دونالد ترمب الابن عن دعمه للمتطرف على حسابه على تويتر. وكذلك، عضو الكونغرس عن الحزب الجمهوري بول جوسار الذي حضر أيضًا مسيرة «اطلقوا تومي» وكذلك كبير الاستراتيجيين السابقين في البيت الأبيض، ستيف بانون، الذي أعطى رسالة تدعم الاحتجاج لتحرير روبنسون.

### 2020

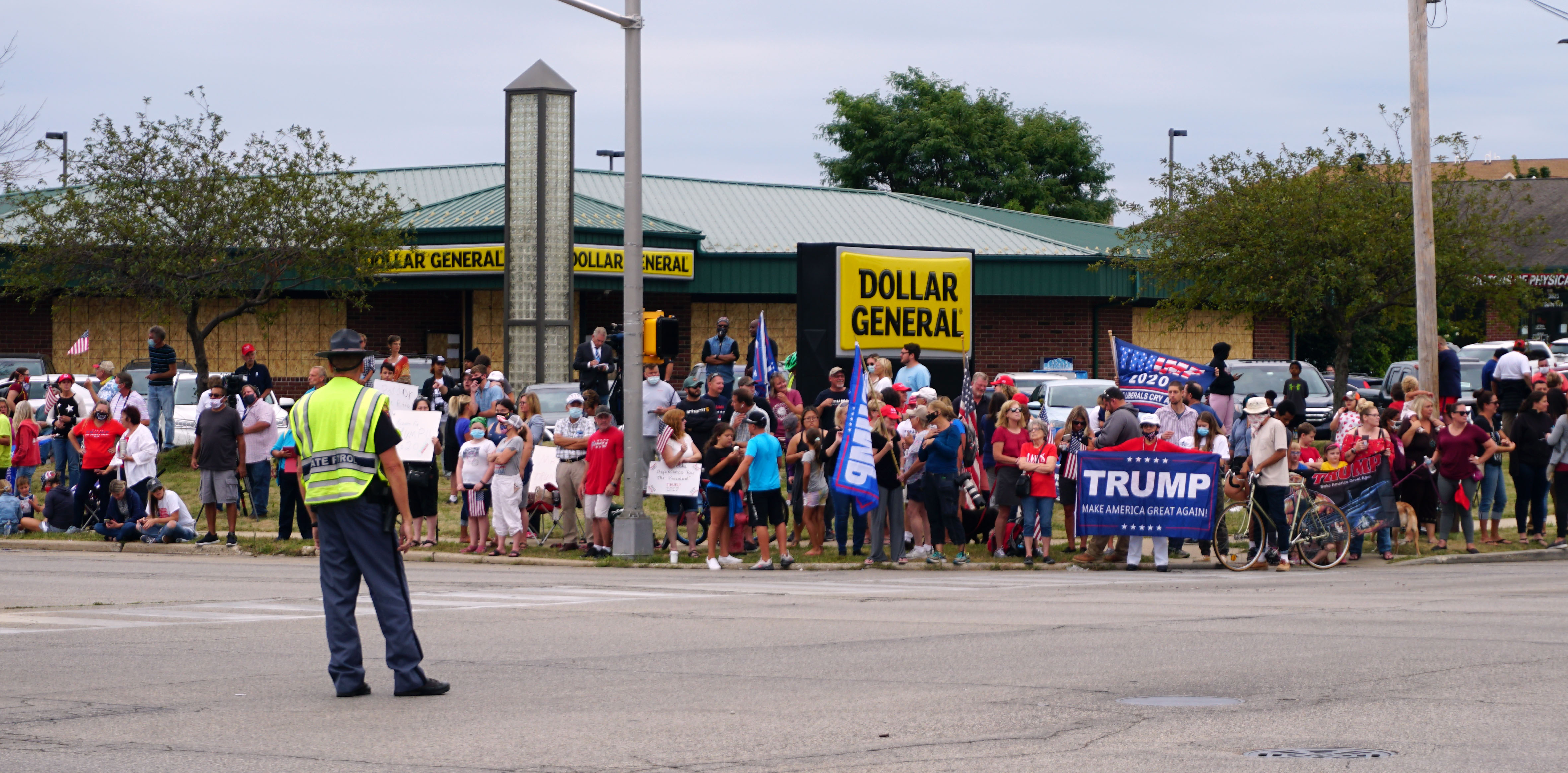
أنصار الرئيس ترمب خلال زيارته إلى كينوشا بولاية ويسكونسن في 1 سبتمبر 2020

لقد خرجت المظاهرات استجابةً لمزاعم الرئيس دونالد ترمب عن تزوير الانتخابات بعد فوز جو بايدن في الانتخابات الرئاسية لعام 2020.

### 2021
في 5 و6 يناير 2021، تجمع أنصار الرئيس الأمريكي دونالد ترمب في واشنطن العاصمة للاحتجاج على نتيجة الانتخابات الرئاسية لعام 2020، ودعم مطالبة ترمب لنائب الرئيس مايك بنس والكونغرس برفض فوز الرئيس المنتخب جو بايدن. في 6 يناير، سار المتظاهرون إلى الكونغرس واقتحموا مبنى الكابيتول. تم إخلاء العديد من المباني في مجمع الكابيتول الأمريكي. أدى ذلك أيضًا إلى استقالة العديد من أعضاء الحكومة، بما في ذلك ميك مولفاني وإيلين تشاو وبيتسي ديفوس.